# Kartografi
Kartografi (fra græsk chartis, kort og graphein, skrive) er læren om kortet som informationsbærer og medium.
Kartografen Jaques Bertin udviklede grafisk semiotik med visuelle variable og de tre perceptionsniveauer:
1. Læsekort
2. Sebare kort
3. Kommunikerbare kort.

## Landmåling
I gamle dage blev informationer til produktion af kort hovedsageligt indsamlet ved Landmåling og man benyttede sig af triangulering og fikspunkter, i form af trigonometriske stationer, for at kunne identificere samme punkter på kort og i virkeligheden. Desuden brugte man – da det blev tilgængeligt – luftfotografier som reference, men luftfotografierne måtte læses og tolkes manuelt for der skulle tages hensyn til en vis forvrængning af billedet under optagelsen. Kortet blev så tegnet på papir og kunne senere trykkes i flere eksemplarer.
Landmåling med tilhørende metoder benyttes stadig i dag i stor stil, men landmålerens apparatur er oftest elektronisk og data indsamles på en computer. Desuden suppleres de klassiske metoder med GPS, luftfoto (såkaldt ortofoto) og satellitfoto. I mange tilfælde i dag tages der udgangspunkt i et ortofoto der indlæses og behandles i et GIS system, hvorefter et grov-kort kan tegnes digitalt. Herefter korrigeres kortet ud fra andre kilder, f.eks. målinger udført med GPS eller ved digital landmåling samt kommunale database.

## Korttyper
Man kan skelne mellem forskellige korttyper:
1. Topografiske kort er kort, der viser højdeforhold (som regel i form af højdekurver), hovedtræk i bevoksningsforholdene (agerland, løvskov/nåleskov/balndingsskov, hede, eng og mose), søer og vandløb, bebyggelse (herunder den til bebyggelse knyttede have eller plads), veje, jernbaner og lignende.
2. Oro-hydrografiske kort viser alene højdeforhold og vådområder (hav, sø, vandløb).
3. Matrikelkort viser alene matrikulære forhold.

Temakort, der skal omsætte statistiske forhold kartografisk, omfatter:
1. Fladekort angiver med fladesignatur administrative grænser eller forekomsten af bestemte forhold for givne enheder (fx indbyggere pr. km² for hver kommune) eller den relative forandring heri (fx befolkningsvækst i % pr. år), men kan tillige bruge til at vise udberedelsen af et givet forhold inden for et givet område (fx skovbevoksede eller fredede arealer i Danmark).
2. Prikkort, hvor der på et silhuetkort med priksignatur angives omfanget/tætheden af bestemte forholds forekomst (fx ha med en bestemt afgrøde).
3. Cirkelkort angiver med cirkler af forskellige størrelse bestemte forholds fordeling på enheder. Et eksempel herpå er kort over byers indbyggere eller landninger af fisk i forskellige byer. Et andet eksempel er størrelsen af indflytning til en by fra andre kommuner. Cirkelkort kan tage "lagkageform", hvor de enkelte stykker angiver den relative opdeling af et forhold på undergrupper (fx befolkningens erhvervsfordeling). En anden variant er dobbelte halvcirkler af indbyrdes uens størrelse afspejlende to beslægtede forhold (fx ind- og udførsel over godshavne)
4. Flowkort angiver strømme med linjesignaturer, hvis tykkelse afspejler størrelsesforholdene (fx varefragt fra et sted til et andet med jernbane eller med skib). Flowkort kan tillige anvendes til at vise fx en bys busforbindelsesnet[2].
5. Isoliniekort anvendes til at vise grænser mellem intensiteter af samme forhold, der aftager eller tiltager jævnt (fx tids- eller rejseafstande fra et givet punkt (isochronkort), den årlige nedbørsmængde, gennemsnitstemperaturer (isothermkort), lufttryk). Derimod er denne type kort uegnet til at vise bratte overgange.
6. Stjernekort anvendes til med linjer at vise udbredelsesintensiteten af fænomener fra et sted til andre steder. Som klassiske eksempler kan nævnes Claus Ebbesens kort over slægtsforbindelser i Sønderjylland.

Naturligvis kan der forekomme kombinerede signaturbrug og brugen af grundsignaturformer kan nuanceres (med skraveringer eller ved brug af forskellige farver).

## Kortfremstillingsmåder
Der ses i dag en vis afvigelse mellem 2 forskellige måder at producere kort:
- Nogle kort produceres på klassisk facon hvor der lægges stor vægt på verifikation af de data der anvendes til kort-produktionen. Digitale metoder er afgørende i produktionen men suppleres med klassiske metoder og verifikation mod målinger, observationer og andre kort-værker og databaser. Sådanne kort har oftest færre fejl, men er dyrere at producere og opdateres derfor sjældenere, f.eks. hver 2 år eller hvert 5 år. Desuden kan sådanne kort vise objekter der ikke eller kun meget vanskeligt kan ses på luftfotos, f.eks. højdekurver og forskelle i vegetation.
- Andre kort produceres primært ud fra digitalt efterbehandlede ortofotos. Ortofotoet optræder her som en primær kilde og verifikation sker sjældnere eller slet ikke – dog benyttes en ny form for verifikation hvor brugerne af kortet selv kan rapportere fejl via web. Sådanne kort har oftest flere fejl og mangler, men er billigere at producere og kan opdateres årligt eller oftere. Sådanne kort er oftest rene "trafikkort", dvs. de viser veje og andre ting der er nyttige ved transport, mens andre informationer udelades. Det er oftest sådanne kort der benyttes i GPS til biler.

Siden år 2000 er digitale kort også blevet udbredt på Internettet, mest kendt måske Google Maps og Google Earth, men der er flere andre – f.eks. har de fleste Internet telefonbøger også indbygget digitale kort.